# Agonum anthracinum
Agonum anthracinum är en skalbaggsart som beskrevs av Pierre François Marie Auguste Dejean. Agonum anthracinum ingår i släktet Agonum och familjen jordlöpare. Inga underarter finns listade i Catalogue of Life.